# Żulin (województwo mazowieckie)
Żulin – wieś w Polsce położona w województwie mazowieckim, w powiecie węgrowskim, w gminie Stoczek. Ma status sołectwa.
W latach 1975–1998 miejscowość należała administracyjnie do województwa siedleckiego.
Wieś powstała po 1840, wraz z budową Huty Golicynów, jako osada kolonistów, głównie niemieckich. Ich rolą było zaopatrywanie pracowników huty w żywność. Jej założycielem i pomysłodawcą nazwy był właściciel huty hrabia Siergiej Grigorjewicz Golicyn.
10 września 1939 żołnierze Wehrmachtu dokonali zbrodni na mieszkańcach wsi - zamordowali wtedy 3 osoby. 
Wierni Kościoła rzymskokatolickiego należą do parafii św. Michała Archanioła w Starejwsi.